# Vauréal (bergstopp)
Vauréal är en bergstopp i Antarktis. Den ligger i Sydshetlandsöarna. Argentina, Chile och Storbritannien gör anspråk på området. Toppen på Vauréal är 142 meter över havet.
Terrängen runt Vauréal är huvudsakligen kuperad, men åt sydväst är den platt. Havet är nära Vauréal åt sydväst. Trakten är glest befolkad. Närmaste befolkade plats är Commandante Ferraz Station, 12,0 kilometer norr om Vauréal. 